# Colibri (geslacht)
Colibri is een geslacht van vogels uit de familie kolibries (Trochilidae). Het geslacht telt vijf soorten.

## Soorten
- Colibri coruscans  – Goulds violetoorkolibrie
- Colibri cyanotus  – Kleine violetoorkolibrie
- Colibri delphinae  – Bruine violetoorkolibrie
- Colibri serrirostris  – Witbuikvioletoorkolibrie
- Colibri thalassinus  – Mexicaanse violetoorkolibrie

Boomgierzwaluwen · Dwergnachtzwaluwen · Gierzwaluwen · Kolibries